# Aeroportul Mafikeng
Aeroportul Mafikeng (IATA: MBD, ICAO: FAMM) este un aeroport din Mmabatho⁠(d), Mahikeng Local Municipality⁠(d), Ngaka Modiri Molema District Municipality⁠(d), Provincia North West, Africa de Sud ce deservește zona Mafikeng.
Situat la o altitudine de 1.274 m, aeroportul dispune de o singură pistă.